# Willem Kloos
Willem Kloos, né à Amsterdam le 6 mai 1859 et mort à La Haye le 31 mars 1938, est un poète néerlandais.

## Biographie
Willem Kloos est l'un des chefs de file du mouvement de renouveau littéraire néerlandais des années 1880. Il fonde la revue littéraire De Nieuwe Gids (Le Nouveau Guide) en 1885 avec Albert Verwey et écrit des poèmes, surtout des sonnets, influencés à la fois par William Shakespeare, Percy Bysshe Shelley, l'impressionnisme et le naturalisme. À partir de 1888, son état mental se détériore (les deux causes principales étant son alcoolisme et une homosexualité mal vécue) et il est même brièvement interné en 1895. Il ne produit plus beaucoup d'œuvres après cela mais continue à collaborer à De Nieuwe Gids. Il reçoit en 1935 un doctorat honorifique de l'université d'Amsterdam.

## Citation
- « Je suis un Dieu dans les profondeurs de mes pensées[1]. » (Sonnet V, 1894[2].)